# Hammah
Hammah ist eine Gemeinde im Landkreis Stade in Niedersachsen. Die Gemeinde gehört der Samtgemeinde Oldendorf-Himmelpforten an, die ihren Verwaltungssitz in der Gemeinde Himmelpforten hat.

## Geschichte

### Urgeschichte

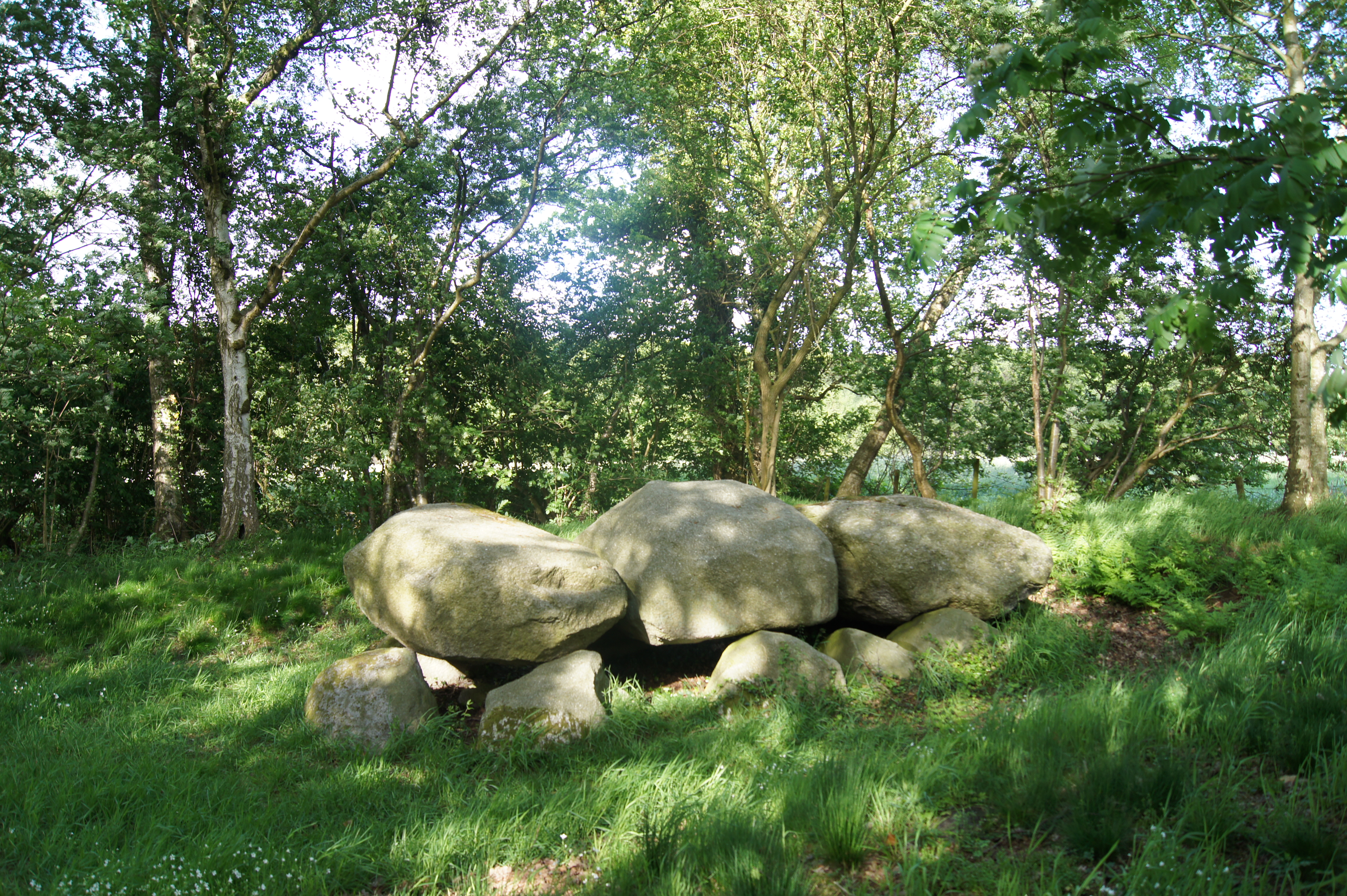
Hünengrab Hammah 1, Hammah-Sterneberg

Im Moor zwischen Hammah und Groß Sterneberg wurde auf dem Nordteil einer Sandinsel 1913 ein Großsteingrab entdeckt. Durch die seit Anfang des 20. Jahrhunderts einsetzende Moorsackung traten neben weiteren drei Großsteingräbern auch bronzezeitliche Hügelgräber zutage, von denen einige 1948 und 1983 ausgegraben wurden. Eine Karte von 1938 zeigt eine erhebliche Zahl weiterer Hünengräber, von denen allerdings die meisten zerstört wurden. Bei den Grabungen fand man bronzene Artefakte, wie einen Dolch, eine Pinzette, eine Fibel sowie Pfeilspitzen aus Feuerstein. Pollenanalysen des Niedersächsischen Instituts für historische Küstenforschung konnten erweisen, dass das umliegende Hochmoor um 5000 v. Chr. begann zu wachsen und um 750 v. Chr. die Grabmonumente vollständig eingeschlossen hat. Studenten der HafenCity Universität Hamburg unter Leitung von Thomas Kersten untersuchten das Moor 2015 mit einem Laserscanner, wobei sich vier Gräber identifizieren ließen, weitere zwei sind noch ungesichert.

### Neuere Geschichte
Anfang der 1880er Jahre wurden die Städte zwischen dem Bahnhof Hamburg-Harburg und Cuxhaven an die Niederelbebahn angeschlossen, darunter Hammah. Ab 1882 verkehrten regelmäßig Züge auf der Strecke.
Die Spar- und Kreditbank eG Hammah wurde 1923 als Spar- und Darlehnskasse eGmuH in Hammah gegründet.
Während des Zweiten Weltkriegs wurden im Landkreis Kriegsgefangene in der Landwirtschaft eingesetzt, die in Stalags der Wehrmacht untergebracht wurden, die meisten in dem Stalag X B Sandbostel. Im April 1944 waren es 5473 Gefangene im Kreis und um 20/30 Gefangene in Hammah.

### Eingemeindungen
Am 1. Juli 1972 wurden die Gemeinden Groß Sterneberg und Mittelsdorf eingegliedert.

### Einwohnerentwicklung
- 1824:[5] 60 Feuerstellen
- 1848:[6] 298 Personen, 72 Häuser
- 1871:[7] 367 Personen, 84 Häuser
- 1910:[8] 564
- 1925[9]: 530
- 1933:[9] 553
- 1939:[9] 586
- 2005[10]: 2789
- 2008:[10] 2849
- 2015:[10] 3066

## Politik

### Gemeinderat
Der Rat der Gemeinde Hammah besteht aus 15 Ratsfrauen und Ratsherren. Dies ist die festgelegte Anzahl für die Mitgliedsgemeinde einer Samtgemeinde mit einer Einwohnerzahl zwischen 3.001 und 5.000 Einwohnern. Die Ratsmitglieder werden durch eine Kommunalwahl für jeweils fünf Jahre gewählt. Die aktuelle Amtszeit begann am 1. November 2021 und endet am 31. Oktober 2026.
Die vergangenen Gemeinderatswahlen ergaben folgende Sitzverteilungen:
| Wahljahr | CDU                                                 | OLH | SPD | Grüne | FDP | Gesamt   |
| 2021     | 6                                                   | 5   | 2   | 2     | 0   | 15 Sitze |
| 2016     | 7                                                   | 4   | 3   | 1     | 0   | 15 Sitze |
|          | __________________________ OLH: Offene Liste Hammah |     |     |       |     |          |

### Bürgermeister
Der Gemeinderat wählte das Gemeinderatsmitglied Stefan Holst (OLH) zum ehrenamtlichen Bürgermeister für die aktuelle Wahlperiode.

### Wappen

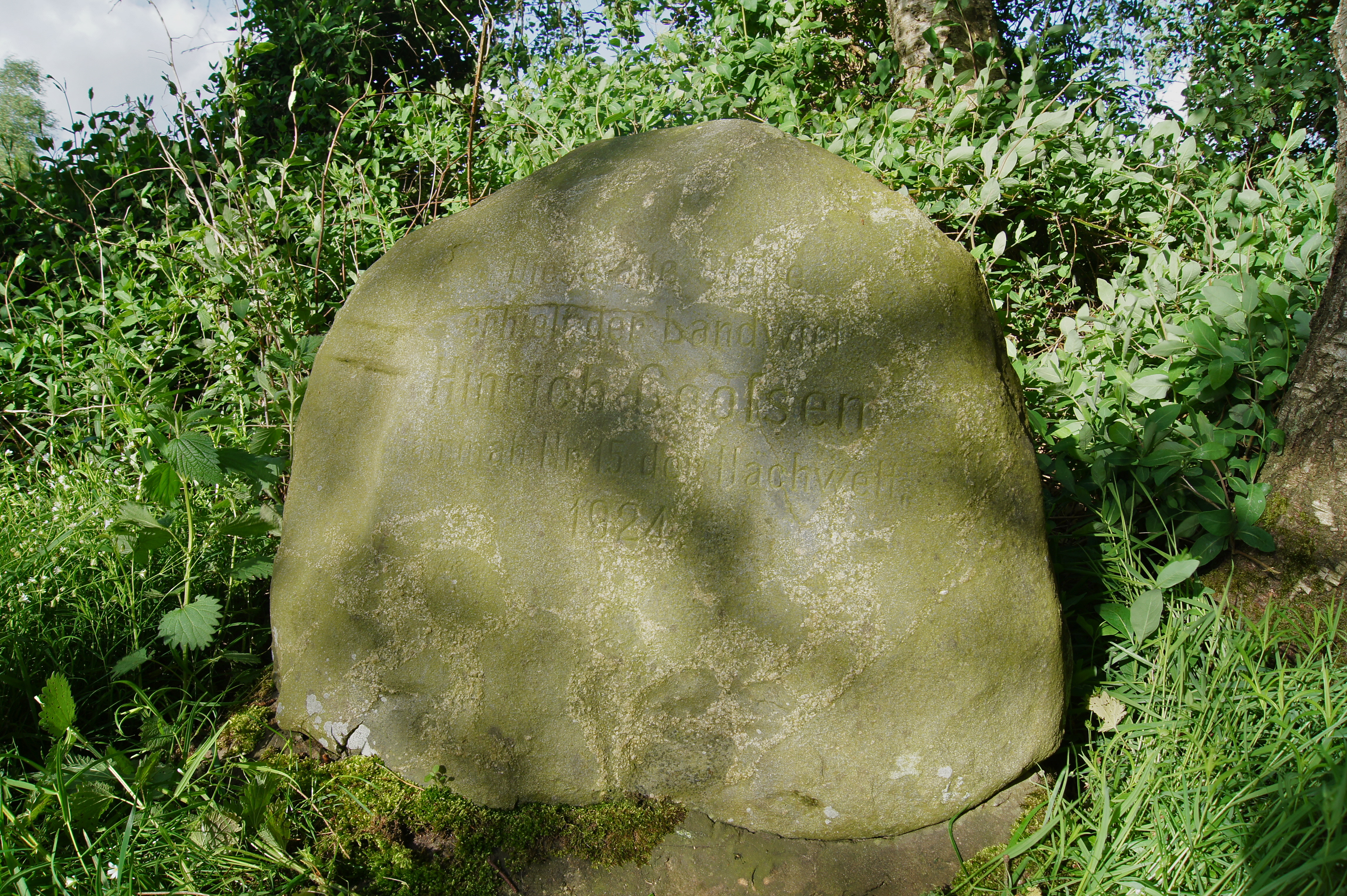
Gedenkstein für Hinrich Gooßen, Retter des Hünengrabs, das im Wappen steht

Blasonierung: Das Wappen der Gemeinde Hammah stellt ein Steingrab auf grünem Grund und darüber den reetgedeckten Fachwerkgiebel des Rathauses auf silbernem Grund dar.

## Wirtschaft und Verkehr
Die Spar- und Kreditbank eG Hammah hat ihren Hauptsitz in Hammah.
Hammah hat einen Haltepunkt an der Niederelbebahn, der ab Dezember 2018 von der Verkehrsgesellschaft Start Unterelbe mbH bedient wird.

## Sonstiges
Hammah ist neben Reher (Schleswig-Holstein) eine eigenständige Gemeinde in Deutschland, dessen Name ein Palindrom ist, so wie auch der Ortsteil Staats von Stendal.